# Mutzschen
Mutzschen is een voormalige Ackerbürgerstadt in het oosten van de Landkreis Leipzig in Saksen. De stad werd op 1 januari 2012 ingelijfd in de stad Grimma.

## Voormalige stadsdelen
- Gastewitz (60)
- Göttwitz (181)
- Jeesewitz (29)
- Köllmichen (41)
- Mutzschen (1.113)
- Prösitz (47)
- Roda (110)
- Wagelwitz (132)
- Wetteritz (308)

Tussen haakjes het aantal inwoners in 2019. Bron: gemeente Grimma.

## Geografie, verkeer, economie
Mutzschen ligt 14 kilometer oostelijk van Grimma en op circa 17 km ten westen van Oschatz. Het ligt ten zuiden van het Wernsdorfer bos, een 13.000 hectare groot productiebos in een vijverrijke omgeving aan de noordrand van het Mittelsächsische Hügelland. 
Westelijk stroomt de Mulde. De Bundesstraße 6 loopt ten noorden van de plaats langs. De ten zuiden verlopende Bundesautobahn 14 is via de aansluiting Mutzschen (3 km) te bereiken. Op 30 minuten autorijden ligt het vliegveld Halle/Leipzig. Het industriegebied is volledig ontwikkeld en ligt gunstig met een eigen afrit (nr. 32) aan de A 14 tussen Leipzig en Dresden. Desalniettemin is er anno 2023 slechts een zeer klein aantal bedrijven gevestigd, op een filiaal van een groot transportbedrijf na, alle van slechts plaatselijk of regionaal belang. Voor vervolgopleidingen en de middenstand van grotere omvang zijn de inwoners van Mutzschen op Grimma, op 15 minuten autorijden, aangewezen.
Mutzschen was een van de kleinste steden van Saksen. Het verwierf stadsrechten in 1544. Een in 1490 gesticht klooster van de Servieten van Maria werd na de Reformatie opgeheven; de 13e-eeuwse kloosterkerk, tegenwoordig evangelisch-luthers, bestaat nog. De ontwikkeling in de periode 1990 (Duitse hereniging na de Val van de Berlijnse Muur) tot 2011 is niet zonder bestuurlijke problemen verlopen. 
Het kasteel, met poortwachtershuis, aan de westkant van het stadje, is in gebruik als hotel en restaurant. Het horecabedrijf (MotoSoul) richt zich specifiek op motorrijders (bikers). In het 6 hectare grote kasteelpark is een camping (glamping) in ontwikkeling.

## Afbeeldingen

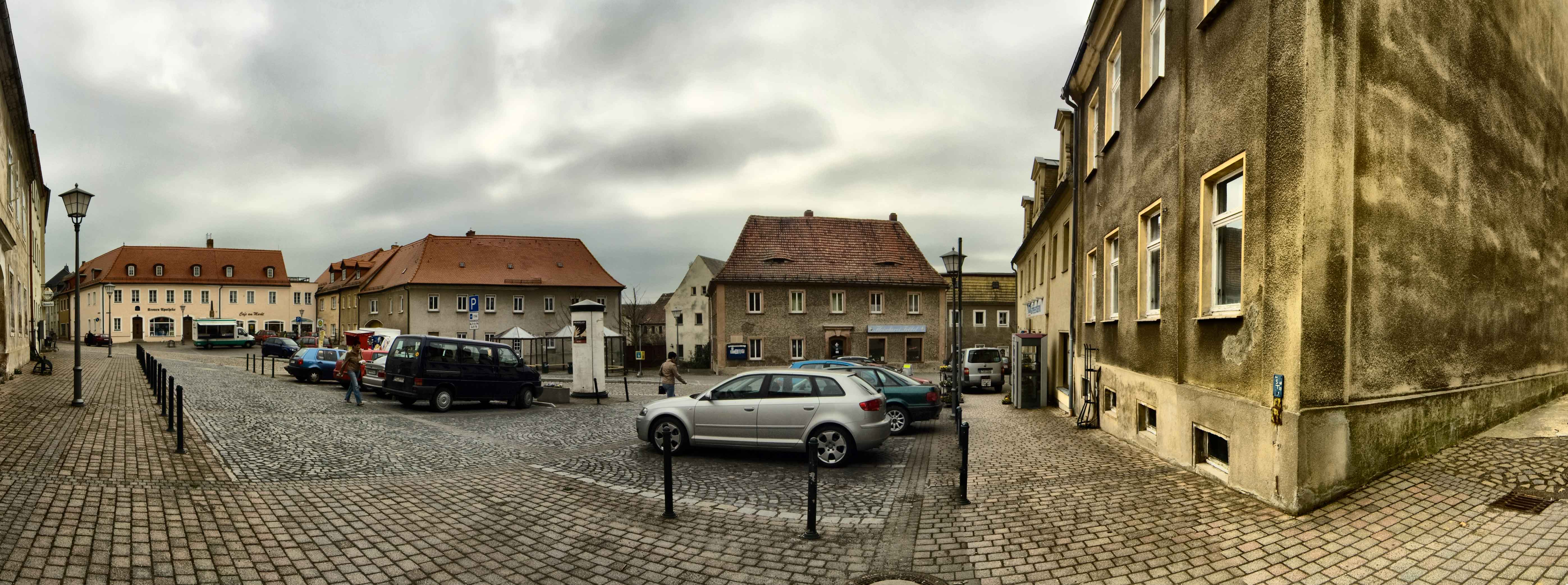
Het marktplein van Mutzschen
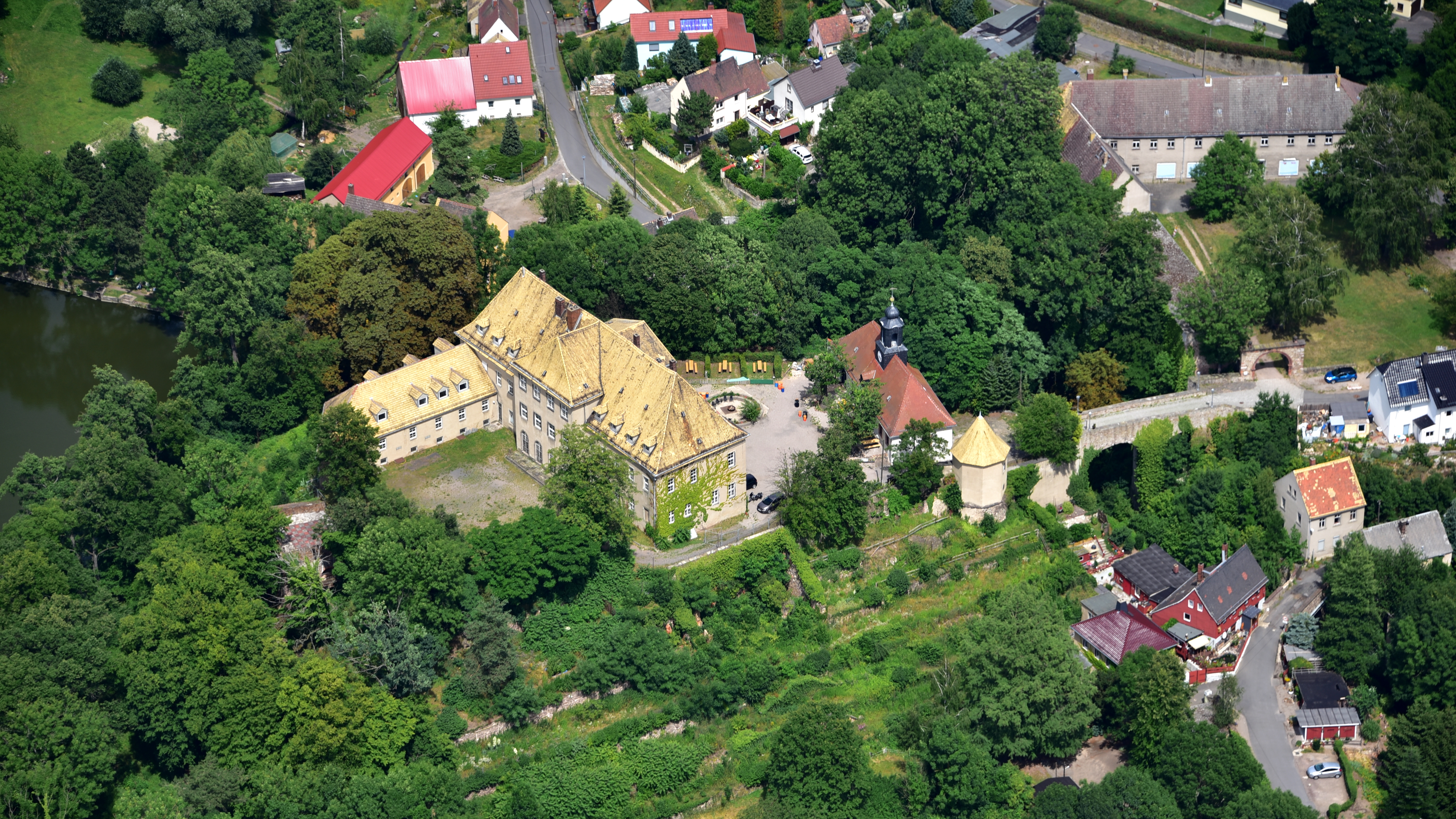
Kasteel Mutzschen (2017)
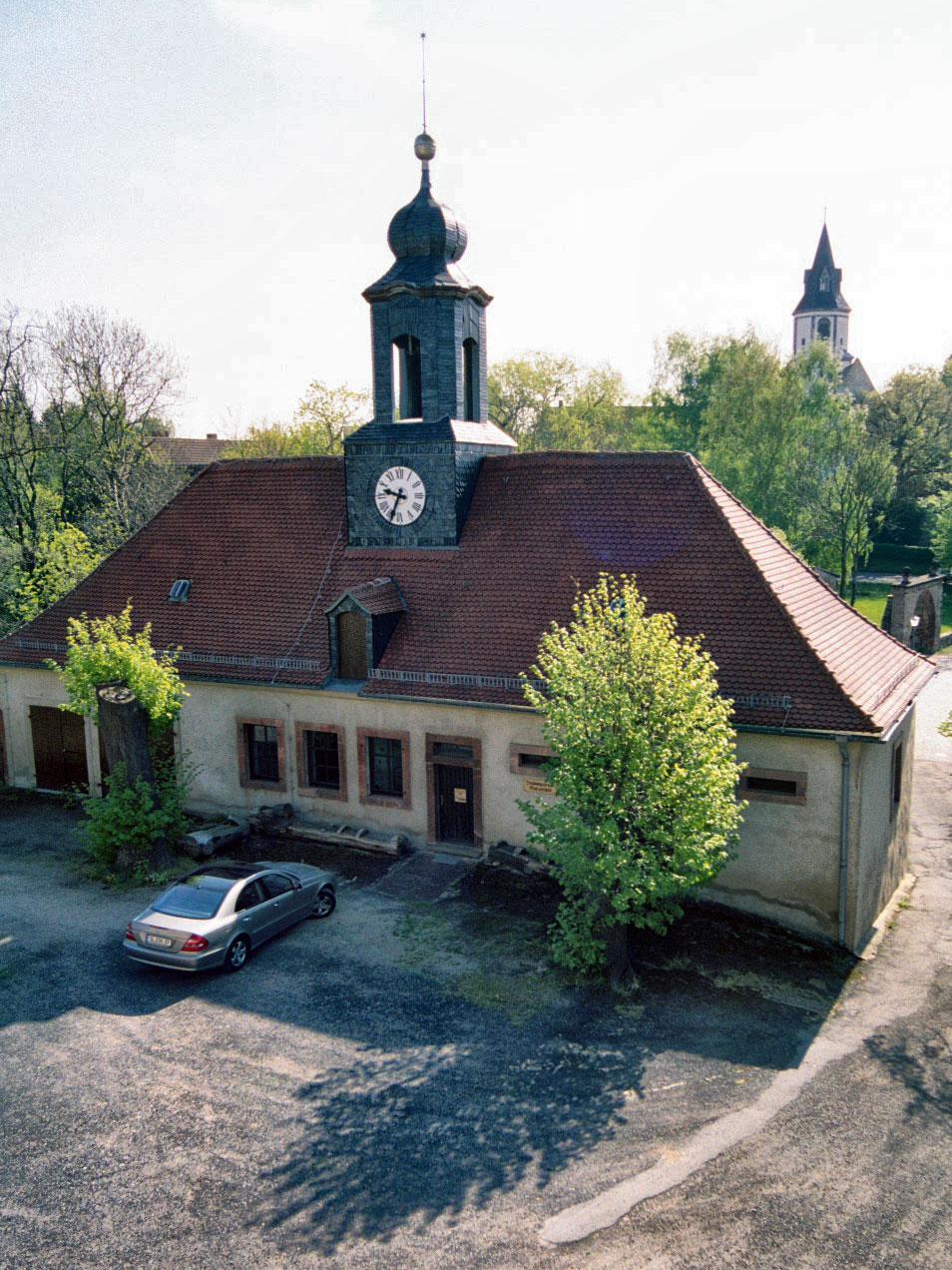
Poortwachtershuis van dit kasteel, vóór 2017
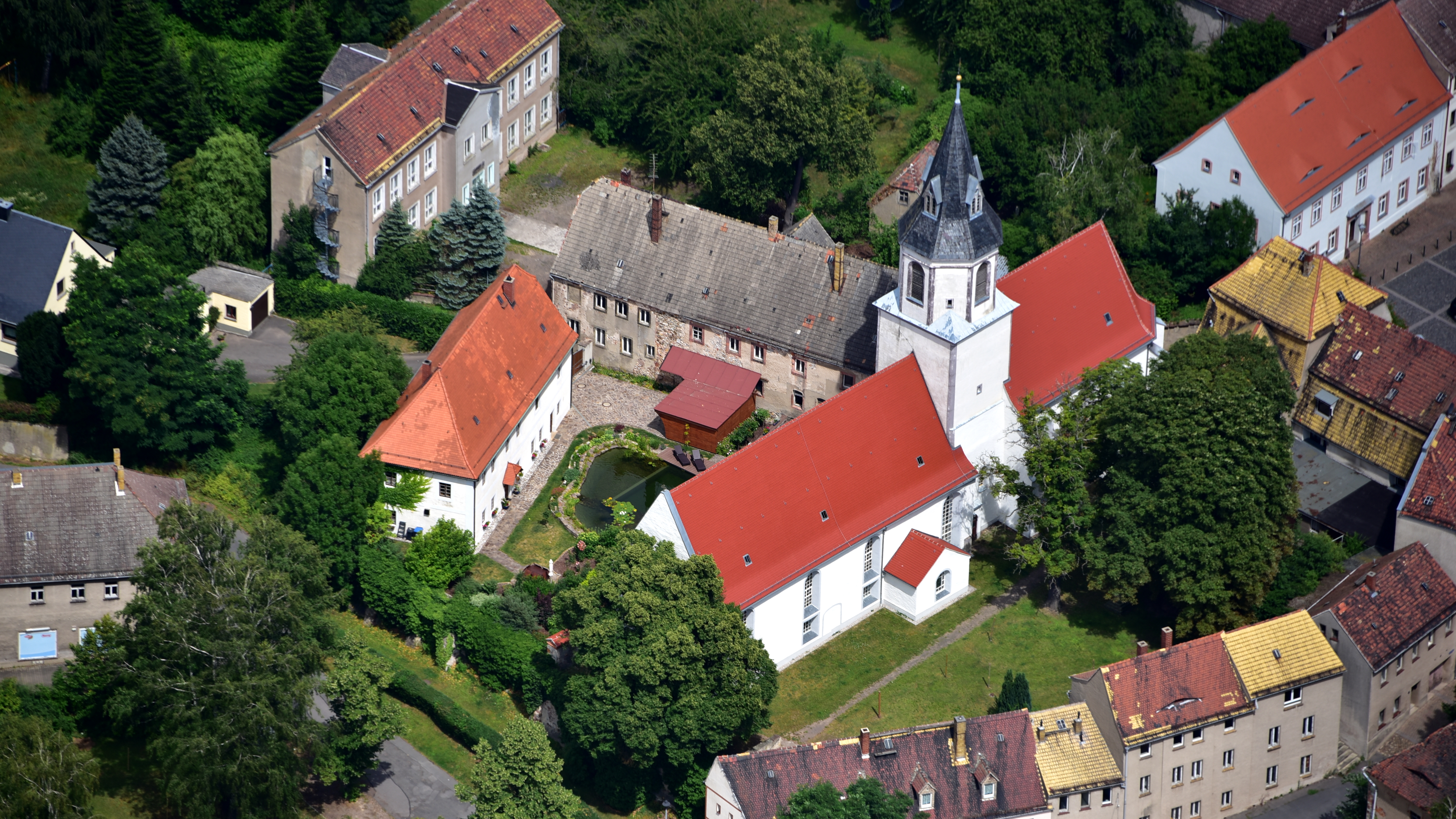
Mutzschen, voormalig kloostercomplex (2017)
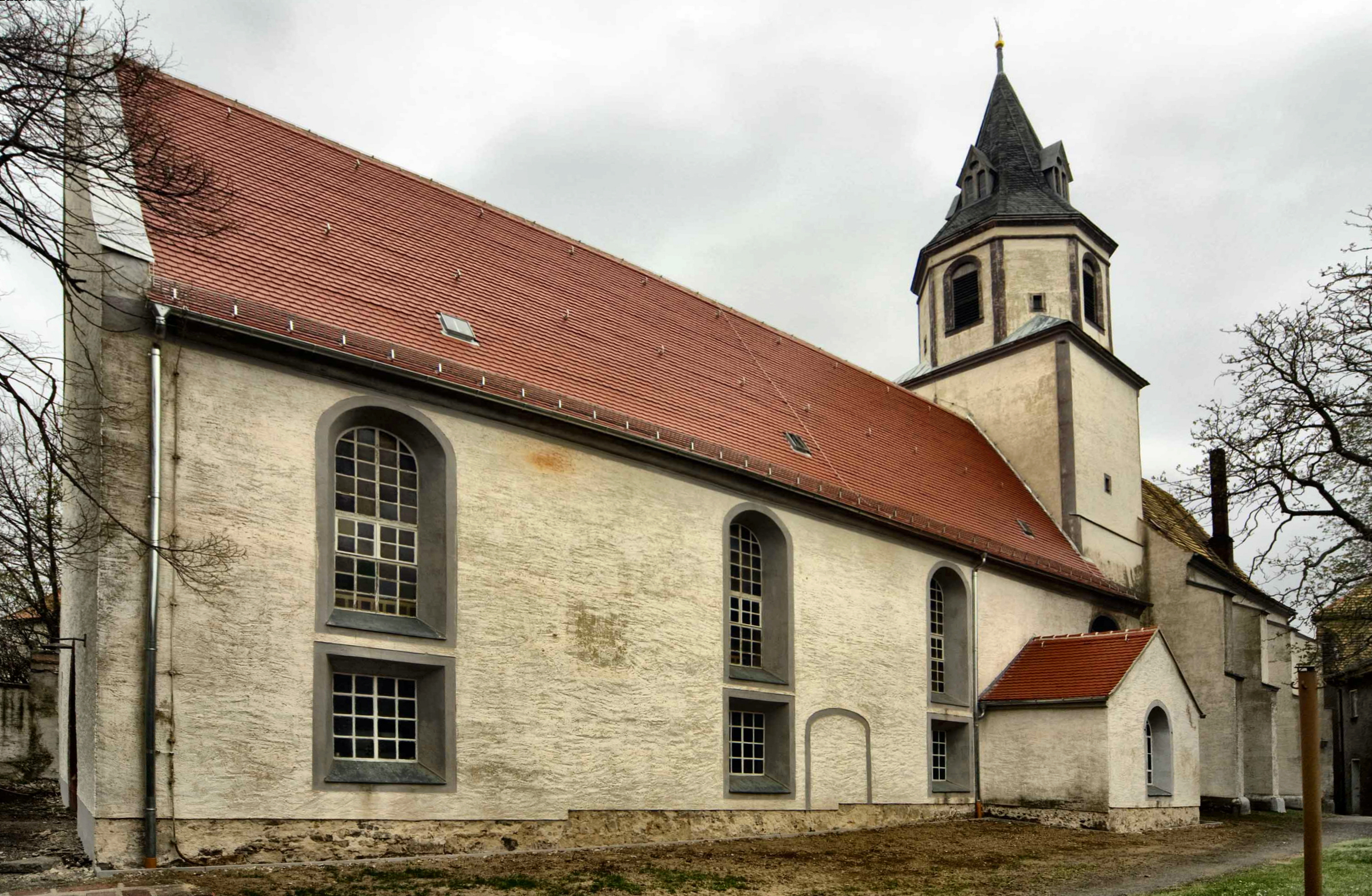
Evangelisch-lutherse kerk te Mutzschen

## Plaatsnaam
- 1081 : Musitscin
- 1206 : Cunradus de Mutsin
- 1291 : Mutschin
- 1341 : Muzin
- 1384 : Muczschyn
- 1495 : Motzschen
- 1525 : Mutzschen